# Johan Nijenhuis

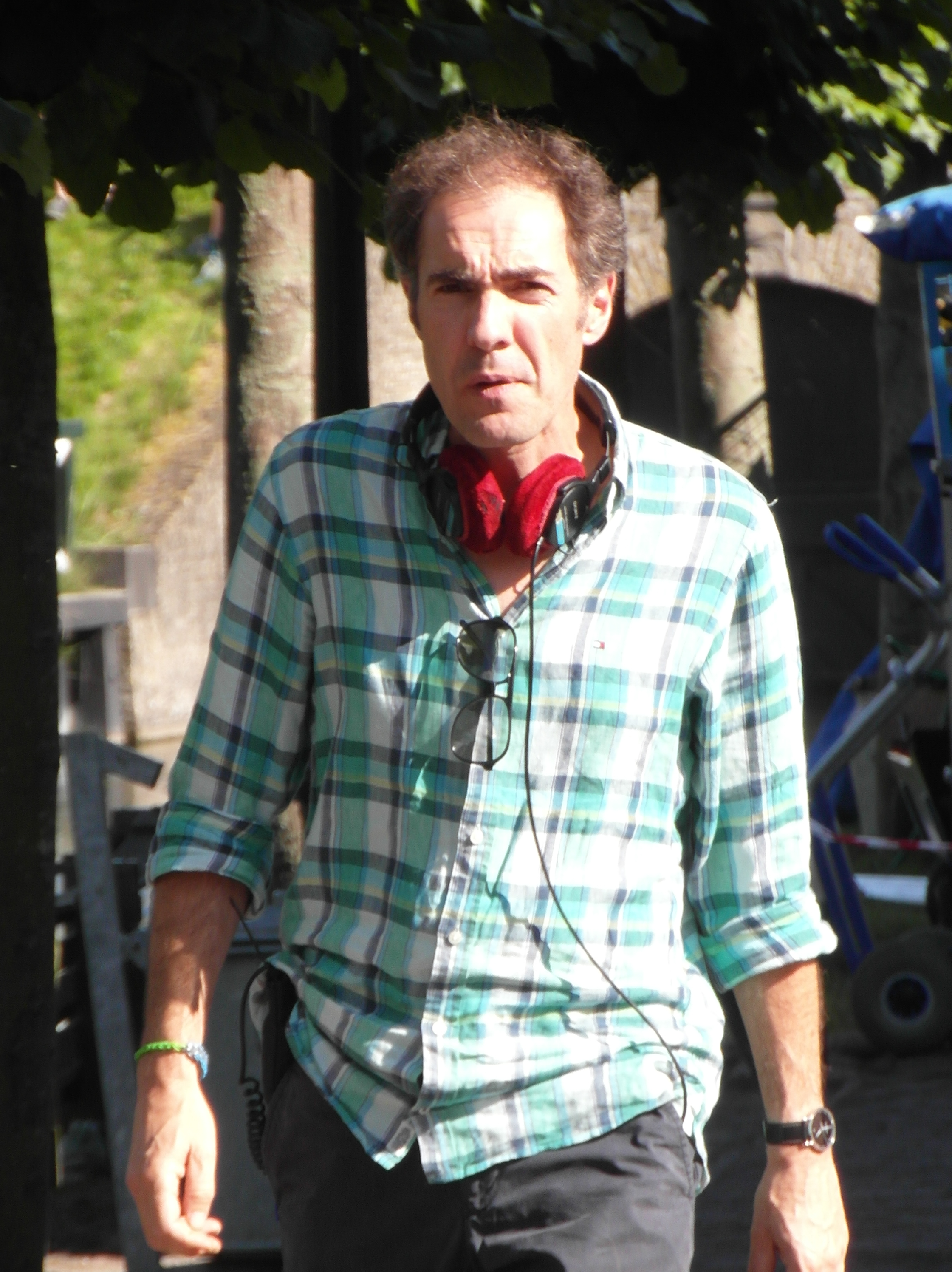
Johan Nijenhuis

Johan Nijenhuis (* 4. März 1968 in Markelo, Overijssel, Niederlande) ist ein niederländischer Filmproduzent, -regisseur und Drehbuchautor.

## Filmografie (Auswahl)

### Produzent

#### Filme
- 2001: Costa!
- 2005: Zoop in Afrika
- 2006: Zoo Rangers in India
- 2007: Zoorangers in South-America
- 2008: Alibi
- 2010: Fuxia – Die Minihexe (Foeksia de miniheks)
- 2010: Lang & gelukkig
- 2011: Dancing in the Streets – Body Language

#### Fernsehserien
- 1994–1995: Goede tijden, slechte tijden (157 Folgen)
- 2005: Samen (22 Folgen)
- 2005–2007: Van jonge leu en oale groond (61 Folgen)
- 2007–2010: Spangas (378 Folgen)
- 2009–2010: Verborgen gebreken (24 Folgen)
- 2013: Malaika (50 Folgen)
- 2016: Wenn die Deiche brechen (6 Folgen)

### Regisseur
- 1994–1995: Goede tijden, slechte tijden (75 Folgen)
- 2001: Costa!
- 2005: Zoop in Afrika
- 2006: Zoo Rangers in India
- 2007: Zoorangers in South-America
- 2008: Alibi
- 2010: Fuxia – Die Minihexe (Foeksia de miniheks)
- 2011: Benni, der Lausebengel (Bennie Stout)
- 2013: Loving Ibiza – Die größte Party meines Lebens (Verliefd op Ibiza)

### Drehbuchautor
- 1998: Goede tijden, slechte tijden: De reünie (Fernsehfilm)
- 1999–2003: Westenwind (Fernsehserie, 136 Folgen)
- 2001: Costa!
- 2001–2005: Costa! (Fernsehserie, 51 Folgen)
- 2005: Zoop in Afrika
- 2005–2007: Van jonge leu en oale groond (Fernsehserie, 61 Folgen)